# Pachira nervosa
Pachira nervosa là một loài thực vật có hoa trong họ Cẩm quỳ. Loài này được (Uittien) Fern.Alonso mô tả khoa học đầu tiên năm 1998.